# Saturn Sky

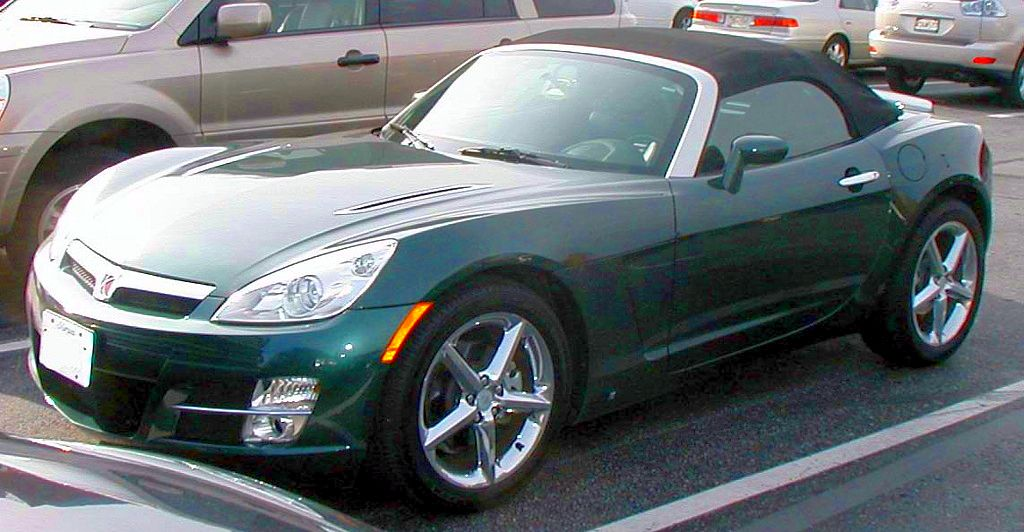
Saturn Sky.

El Saturn Sky es un automóvil deportivo de la marca estadounidense Saturn Corporation. Fue presentado en el primer trimestre de 2006 como modelo de la línea 2007 y se dejó de ensamblar en julio de 2009. Es el primer deportivo de la marca, y utiliza la plataforma Kappa, compartida con el Pontiac Solstice, el Opel GT y el Daewoo G2X. El Sky se presentó como prototipo en el Salón del Automóvil de Detroit de 2005, y en su versión de producción en la siguiente edición del salón.
El modelo se construyó en Wilmington, Delaware, Estados Unidos, junto con el Solstice, el G2X y el GT. Tiene llantas de 18 pulgadas, y su motor es un cuatro cilindros en línea Ecotec LE5 de 2.4 litros de cilindrada, que produce 177 CV (132 kW) de potencia máxima, así como un cuatro cilindros en línea de 2.0 litros con inyección directa y turbocompresor de 260 CV (194 kW). Está disponible con transmisiones manuales y automáticas, ambos con cinco marchas.
El diseño del Sky, desarrollado por Franz von Holzhausen, se basa en el Opel Speedster. El G2X y el GT se ofrecen únicamente en Corea del Sur y Europa respectivamente. El estilo agresivo ha recibido elogios como una bienvenida a la salida de la típica y conservadora "Vista Saturn".